# Мелетий Кавасилас (еноски митрополит)
Вижте пояснителната страница за други личности с името Мелетий Кавасилас.
Мелетий (на гръцки: Μελέτιος, Мелетиос) е гръцки духовник.

## Биография
Роден е със светското име Кавасилас (Καβάσιλας) на Сифнос. Служи като архидякон в Одринската митрополия. На 9 декември 1860 година е ръкоположен за презвитер, а на 10 декември 1860 година е ръкоположен за трикийски епископ в Каламбака. Неокесарийски митрополит е от 18 ноември 1868 до 3 април 1872 година, когато става еноски митрополит. Подава оставка една година по-късно през март 1873 година. На 12 март същата 1873 година става китроски епископ в Колиндрос. В 1874 година неговият кириарх Йоаким Солунски се оплаква от него в Патриаршията в Цариград, вследствие на многобройните оплаквания от християните в епархията, че не си изпълнява задълженията. Мелетий е извикан в Цариград. Светият синод на Солунската митрополия разглежда случая и в началото на 1875 година го уволнява.
Мелетий живее на Атон до 1882 година, след което се мести в Йерусалим. След това се установява в Атина, където умира на 25 февруари 1901 година.